# Devann Yao
Devann Yao (* 5. April 1990 in New York City) ist ein US-amerikanisch-französischer Fußballspieler.

## Karriere
Devann Yao spielte ab 2011 drei Jahre in Belgien für die unterklassigen Vereine Royal Boussu Dour Borinage und FC Charleroi, den er im Sommer 2014 verließ. In der Frühphase der Saison 2014/15 wurde er vom Regionalligisten TSG Neustrelitz verpflichtet. Sein Debüt in der Regionalliga Nordost gab er am 21. September 2014 beim Spiel gegen den FSV Zwickau. In der 42. Minute wurde er beim Unentschieden von Trainer Torsten Gütschow für Sargis Adamyan eingewechselt. Am 1. November 2014 erzielte Yao sein erstes Tor für die TSG. Beim 2:0-Sieg gegen Budissa Bautzen erzielte er in der 38. Minute die 1:0-Führung.
Nach nur einer Spielzeit verließ er den Verein wieder und schloss sich Kickers Offenbach an, welcher in der Regionalliga Südwest spielte. Für seinen neuen Verein debütierte er am 8. August 2015 beim Regionalliga-Spiel gegen den FC 08 Homburg. In der 64. Minute wurde er von Trainer Rico Schmitt für Fabian Bäcker eingewechselt. Sein erstes von zwei Toren für Offenbach schoss er am 30. September 2015 im Hessenpokal. Beim 5:1-Erfolg über TS Ober-Roden erzielte er in der 57. Minute den Treffer zum 3:1.
In der Winterpause der Saison verließ er den Verein wieder, wechselte erneut in die Regionalliga Nordost und schloss sich dort dem Berliner AK 07 an. Sein Debüt für die Berliner gab er am 6. Februar 2016 beim Spiel gegen den FSV 63 Luckenwalde. Von Trainer Steffen Baumgart wurde er über die gesamte Spielzeit eingesetzt und erzielte in der 90. Minute mit dem 2:0-Endstand sein erstes Tor für den BAK. Am 11. Dezember 2016 konnte er erstmals für den BAK einen Dreierpack schnüren, aber das Spiel gegen die zweite Mannschaft von RB Leipzig verlor die Mannschaft mit 3:5.
Nachdem er nach der Winterpause nur selten beim BAK zum Einsatz gekommen war, löste er seinen Vertrag bei den Berlinern auf. Zur Saison 2017/18 schloss er sich den Drittliga-Aufsteiger SV Meppen an. Sein Debüt für Meppen in der 3. Profi-Liga gab er am 18. August 2017 beim 4:0-Sieg gegen den FSV Zwickau. Von Trainer Christian Neidhart wurde er in der 63. Minute für Marius Kleinsorge eingewechselt.
Zur Saison 2018/2019 wechselte Yao zurück zu seinem ehemaligen Verein Berliner AK 07, ehe er sich in der Winterpause dem luxemburgischen Erstligisten Victoria Rosport anschloss. Doch schon am 10. April 2019 wurde sein Vertrag wieder aufgelöst und Yao war bis September vereinslos, ehe er sich kurzzeitig dem Fresno FC im US-amerikanischen USL Championship anschloss.
Ab dem 1. Januar 2020 stand er wieder in Deutschland beim FC Brandenburg 03 in der sechstklassigen Berlin-Liga unter Vertrag. Dort absolvierte er lediglich ein Spiel und sein Vertrag wurde im Sommer nicht verlängert. Seitdem ist Yao ohne neuen Verein.